# Magyarország az 1952. évi nyári olimpiai játékokon
Magyarország a finnországi Helsinkiben megrendezett 1952. évi nyári olimpiai játékok egyik részt vevő nemzete volt, 189 sportoló – 162 férfi és 27 nő – képviselte. A megnyitóünnepségen a magyar zászlót Németh Imre olimpiai bajnok kalapácsvető vitte.
A magyar csapat 12 sportágban, illetve szakágban összesen 269 olimpiai pontot ért el. Ez 70 ponttal több mint az előző olimpián elért eredmény.

## Eredményesség sportáganként
| Sportág, szakág | Helyezések száma | Helyezések száma | Helyezések száma | Helyezések száma | Helyezések száma | Helyezések száma | Olimpiai pont | Indulók száma | Indulók száma | Indulók száma |
| Sportág, szakág |                  |                  |                  | 4.               | 5.               | 6.               | Olimpiai pont | Férfi         | Nő            | Össz.         |
| atlétika        | 1                | 0                | 4                | 0                | 1                | 0                | 25            | 29            | 6             | 35            |
| birkózás        | 2                | 1                | 1                | 3                | 0                | 1                | 33            | 12            | 0             | 12            |
| evezés          | 0                | 0                | 0                | 0                | 0                | 0                | 0             | 15            | 0             | 15            |
| kajak-kenu      | 0                | 2                | 1                | 0                | 1                | 1                | 17            | 11            | 1             | 12            |
| kerékpározás    | 0                | 0                | 0                | 0                | 1                | 1                | 3             | 6             | 0             | 6             |
| kosárlabda      | 0                | 0                | 0                | 0                | 0                | 0                | 0             | 13            | 0             | 13            |
| labdarúgás      | 1                | 0                | 0                | 0                | 0                | 0                | 7             | 15            | 0             | 15            |
| ökölvívás       | 1                | 0                | 0                | 0                | 2                | 0                | 11            | 9             | 0             | 9             |
| öttusa          | 1                | 1                | 1                | 0                | 0                | 0                | 16            | 3             | 0             | 3             |
| sportlövészet   | 1                | 1                | 1                | 0                | 0                | 0                | 16            | 6             | 0             | 6             |
| súlyemelés      | 0                | 0                | 0                | 0                | 0                | 0                | 0             | 2             | 0             | 2             |
| torna           | 2                | 1                | 5                | 2                | 0                | 3                | 48            | 8             | 8             | 16            |
| úszás           | 4                | 2                | 1                | 1                | 2                | 1                | 50            | 6             | 9             | 15            |
| vívás           | 2                | 2                | 2                | 0                | 2                | 0                | 36            | 14            | 3             | 17            |
| vízilabda       | 1                | 0                | 0                | 0                | 0                | 0                | 7             | 13            | 0             | 13            |
| Összesen        | 16               | 10               | 16               | 6                | 9                | 7                | 269           | 162           | 27            | 189           |

## Érmesek
A magyarországi sportolók összesen 42 – 16 arany-, 10 ezüst- és 16 bronz- – érmet szereztek, ezzel az 1952. évi nyári olimpia lett a magyar csapat eddigi legeredményesebb olimpiája.
| Érem  | Sportoló | Sportág       | Versenyszám             |
| ----- | --- | ------------- | ----------------------- |
| Arany | Csermák József | atlétika      | kalapácsvetés           |
| Arany | Hódos Imre | birkózás      | kötött fogás-légsúly    |
| Arany | Szilvásy Miklós | birkózás      | kötött fogás-váltósúly  |
| Arany | Bozsik József Budai László Buzánszky Jenő Csordás Lajos Czibor Zoltán Dalnoki Jenő Grosics Gyula Hidegkuti Nándor Kocsis Sándor Kovács Imre Lantos Mihály Lóránt Gyula Palotás Péter Puskás Ferenc Zakariás József | labdarúgás    | férfi-csapat            |
| Arany | Papp László | ökölvívás     | nagyváltósúly           |
| Arany | Benedek Gábor Kovácsi Aladár Szondy István | öttusa        | férfi csapat            |
| Arany | Takács Károly | sportlövészet | önműködő sportpisztoly  |
| Arany | Keleti Ágnes | torna         | talajtorna              |
| Arany | Korondi Margit | torna         | felemás korlát          |
| Arany | Gyenge Valéria | úszás         | 400 m gyorsúszás        |
| Arany | Székely Éva | úszás         | Női 200 m mell          |
| Arany | Szőke Katalin | úszás         | 100 m gyorsúszás        |
| Arany | Novák Éva Novák Ilona Szőke Katalin Temes Judit Littomeritzky Mária | úszás         | 4x100 m gyorsúszó váltó |
| Arany | Kovács Pál | vívás         | kardvívás-egyéni        |
| Arany | Berczelly Tibor Gerevich Aladár Kárpáti Rudolf Kovács Pál Papp Bertalan Rajcsányi László | vívás         | kardvívás-csapat        |
| Arany | Antal Róbert Bolvári Antal Fábián Dezső Gyarmati Dezső Hasznos István Jeney László Kárpáti György Lemhényi Dezső Markovits Kálmán Martin Miklós Szittya Károly Szívós István Vízvári György                        | vízilabda     | férfi csapat            |
| Ezüst | Polyák Imre | birkózás      | kötött fogás-pehelysúly |
| Ezüst | Novák Gábor | kajak-kenu    | kenu egyes-10 000 m     |
| Ezüst | Parti János | kajak-kenu    | Kenu egyes 1000 m       |
| Ezüst | Benedek Gábor | öttusa        | öttusa-egyéni           |
| Ezüst | Kun Szilárd | sportlövészet | önműködő sportpisztoly  |
| Ezüst | Novák Éva | úszás         | 400 m gyorsúszás        |
| Ezüst | Novák Éva | úszás         | Női 200 m mell          |
| Ezüst | Bodó Andrea Köteles Erzsébet Karcsics Irén Keleti Ágnes Tass Olga Vásárhelyi Edit Kövi Mária Korondi Margit | torna         | női összetett.csapat    |
| Ezüst | Elek Ilona | vívás         | tőrvívás-egyéni         |
| Ezüst | Gerevich Aladár | vívás         | kardvívás-egyéni        |
| Bronz | Németh Imre | atlétika      | kalapácsvetés           |
| Bronz | Róka Antal | atlétika      | 50 km gyaloglás         |
| Bronz | Földessy Ödön | atlétika      | távolugrás              |
| Bronz | Zarándi László Varasdi Géza Csányi György Goldoványi Béla | atlétika      | 4x100 m váltófutás      |
| Bronz | Gurics György | birkózás      | szabad fogás-középsúly  |
| Bronz | Gurovits József Varga Ferenc | kajak-kenu    | kenu kettes-10 000 m    |
| Bronz | Szondy István | öttusa        | öttusa-egyéni           |
| Bronz | Balogh Ambrus | sportlövészet | sportpisztoly           |
| Bronz | Keleti Ágnes | torna         | felemás korlát          |
| Bronz | Korondi Margit | torna         | összetett-egyéni        |
| Bronz | Korondi Margit | torna         | gerenda                 |
| Bronz | Korondi Margit | torna         | talajtorna              |
| Bronz | Bodó Andrea Karcsics Irén Keleti Ágnes Korondi Margit Köteles Erzsébet Kövi Mária Tass Olga Vásárhelyi Edit | torna         | kéziszer-csapat         |
| Bronz | Temes Judit | úszás         | 100 m gyorsúszás        |
| Bronz | Berczelly Tibor | vívás         | kardvívás-egyéni        |
| Bronz | Berczelly Tibor Gerevich Aladár Maszlay Lajos Palócz Endre Sákovics József Tilli Endre | vívás         | tőrvívás-csapat         |

## További magyar pontszerzők

### 4. helyezettek
| Név              | Sportág  | Versenyszám               |
| ---------------- | -------- | ------------------------- |
| Kovács Gyula     | birkózás | kötöttfogás, félnehézsúly |
| Németi Gyula     | birkózás | kötöttfogás, középsúly    |
| Tarr Gyula       | birkózás | kötöttfogás, könnyűsúly   |
| Keleti Ágnes     | torna    | gerenda                   |
| Köteles Erzsébet | torna    | talaj                     |
| Killermann Klára | úszás    | Női 200 m mell            |

### 5. helyezettek
| Név                                                                          | Sportág      | Versenyszám         |
| ---------------------------------------------------------------------------- | ------------ | ------------------- |
| Klics Ferenc                                                                 | atlétika     | diszkoszvetés       |
| Bodor István Tuza József                                                     | kajak-kenu   | kenu kettes, 1000 m |
| Furmen Imre Schillerwein István                                              | kerékpározás | kétüléses verseny   |
| Erdei János                                                                  | ökölvívás    | pehelysúly          |
| Juhász István                                                                | ökölvívás    | könnyűsúly          |
| Kádas Géza                                                                   | úszás        | 100 m gyors         |
| Csordás György Gyöngyösi László Kádas Géza Nyéki Imre                        | úszás        | 4×200 m gyorsváltó  |
| Sákovics József                                                              | vívás        | párbajtőr, egyéni   |
| Balthazár Lajos Berzsenyi Barnabás Hennyey Imre Rerrich Béla Sákovics József | vívás        | párbajtőr, csapat   |

### 6. helyezettek
| Név | Sportág      | Versenyszám          |
| --- | ------------ | -------------------- |
| Bencze Lajos | birkózás     | kötöttfogás, légsúly |
| Hartmann Cecília                                                                                                   | kajak-kenu   | kajak egyes, 500 m   |
| Szekeres Béla | kerékpározás | repülőverseny        |
| Keleti Ágnes | torna        | összetett, egyéni    |
| Vásárhelyi Edit | torna        | felemás korlát       |
| Fekete József Kemény Ferenc Kocsis Károly Mogyorósi-Klencs János Pataki Ferenc Réti Sándor Sántha Lajos Tóth Lajos | torna        | összetett, csapat    |
| Székely Éva | úszás        | 400 m gyors          |